# Аудионаркотики
Аудионаркотики, цифровые наркотики (I-Doser) — название для звуковых файлов, предположительно вызывающих психоактивное действие. Нет никаких явных корреляций между обещанными состояниями и аудионаркотиками, теория рассматривается как псевдонаучная. Само явление появилось вместе с программой I-Doser в середине 2006 года, а в 2009 году испытало всплеск популярности в рунете.

## История и рост популярности
В 2006 году появилась программа I-Doser, позволяющая прослушивать файлы с определённым содержанием, которые позиционировались как звуки, вызывающие эйфорическое состояние, сходное с эффектом от употребления настоящих наркотиков. При этом они хранились в drg-файлах закрытого формата, которые позволяли только определённое количество прослушиваний («доз»). После этого программа модифицировала drg-файлы определённым образом, запрещающим дальнейшее прослушивание. Существует большое количество (на 2009 год — больше ста) типов звуковых файлов, названия некоторых из них вызывают ассоциации с традиционными наркотиками («марихуана», «ЛСД» и др.), другие же имеют абстрактные названия (например, «рука Бога», «жажда жизни»). Авторы программы зарабатывали, продавая «дозы» различных «наркотиков». Название программы стало нарицательным для любых типов звуковых файлов такого типа.
Внутренний формат программы или drg-файлов вскоре был вскрыт, а их содержимое переконвертировано в распространённые форматы звуковых файлов, которые могли воспроизводиться любым аудиопроигрывателем, после чего в большом количестве начали появляться «пиратские» сайты, предлагающие купить «звуковые наркотики» в виде файлов обычных звуковых форматов (wav, mp3), либо распространяющие их бесплатно; также эти файлы доступны в пиринговых файлообменных сетях.
В июне 2009 года в русскоязычном сегменте Интернета произошёл всплеск поисковых запросов, связанных с аудионаркотиками.
Отмечается, что рост популярности таких файлов связан с рассылкой спама (в том числе через социальные сети и ICQ) и появлением статей и передач в СМИ.

## Технология и воздействие
Звуковые наркотики (бинауральные стереоволны) — звук в цифровом формате, который представляет собой пульсирующие звуки, состоящие из определённого набора частот.
Утверждается, что прослушивание этих звуковых файлов оказывает на мозг воздействие за счёт так называемых бинауральных ритмов, соответствующих частотам «мозговых волн», которые образуются при прослушивании с помощью стереонаушников специально подобранных разных звуковых сигналов для левого и правого уха слушателя. Предположительно цифровые наркотики синхронизируют волны мозга со звуком. Вследствие этого они оказывают влияние на психическое состояние..
Нейрохирург Николас Теодор отмечает, что реальных свидетельств того, что «айдозеры» действительно могут оказывать приписываемое им воздействие, не существует. По мнению доктора медицинских наук, профессора кафедры теоретической и прикладной психологии Тольяттинского госуниверситета Валерия Якунина, даже если воздействие акустических волн и способно приводить к возникновению изменённых состояний сознания, «получить постоянно действующий эффект и точно описать, каким именно он будет, невозможно, это очень сильно зависит от индивидуальных особенностей человека»; он считает, что при массовом тираже получить такой эффект нереально, и что какое-то реальное воздействие «цифровые наркотики» могут оказать лишь в единичных случаях, а в остальных случаях имеет место эффект плацебо (особенно у людей истероидного типа).
Большинство людей слышит в айдозерах лишь шум и пульсирующие звуки. Некоторые после определённого времени прослушивания отмечают различные ощущения в голове (боль, шум, помутнение) либо в теле.

## О вреде
Распространители «цифровых наркотиков» утверждают, что они являются безвредными, однако В. Якунин отмечает, что эффект воздействия звуковых волн может быть и губительным. Исследования прямого вреда, связанного с прослушиванием «цифровых наркотиков», отсутствуют, однако отмечается, что их использование свидетельствует о готовности человека к осуществлению потенциально опасных экспериментов над своим сознанием, и может предшествовать употреблению реальных наркотиков.
Действие звуковых наркотиков не изучено до конца, а по некоторым российским телеканалам (ТВ-Центр) показывался Новостной сюжет канала ТВ-Центр , в котором рассказывалось, как действуют эти звуковые наркотики на мозг человека и чем они опасны. В них приводятся опыты учёных (в частности, Дмитрия Мирошникова) из Института экспериментальной медицины РАН (Санкт-Петербург), в которых показывается, что влияние этих звуков приводит к сбою энцефалограммы, образно названному «пароксизмами».
Также предполагается[кем?], что звуковые колебания воздействуют на ритмы мозга, усваиваются ими и могут привести к долгосрочным изменениям.

## Теория заговора
Леонид Армер, координатор проекта «Молодёжная служба безопасности», отмечает, что «появление данной темы абсолютно четко спланировано и подготовлено, потому что по анализу информации сайтов их объединяет общий контент, хостинг в разных странах, а также то, что большинство сайтов было создано в первой половине июня — это была подготовка, а потом началась массовая рассылка». «Цифровые наркотики» на этих сайтах продаются за деньги, при этом никакой гарантии их эффективности распространители не предоставляют.